# Petrovička
Petrovička je potok na Horním Pováží, protékající územím okresu Bytča. Je to pravostranný přítok Váhu s délkou 17,2 km, je vodním tokem III. řádu.

## Pramen
Pramení v Javorníkách na jihovýchodním svahu vrchu Čemerka (1 052,3 m n. m.) v nadmořské výšce přibližně 900 m n. m.

## Směr toku
Na horním toku teče nejprve jihojihovýchodním směrem, pak východním směrem, na krátkém úseku, mezi soutokem s přítoky z Vlčí jámy a z jihovýchodního svahu Hluchého, odtud k soutoku s přítokem od Čerenky opět na východ. Dále už teče převážně jihovýchodním směrem Petrovickou dolinou, mezi soutokem s Priečným potokem a centrem obce Petrovice severojižním směrem. Na dolním toku pak teče přechodně opět na jihovýchod a nakonec severojižním směrem.

## Geomorfologické celky
- Javorníky, geomorfologické podcelky:
  - Vysoké Javorníky, geomorfologická část Javornická hornatina
  - Nízké Javorníky, geomorfologické části Javornická brázda a Rovnianska vrchovina
- Považské podolie, geomorfologický podcelek Bytčianska kotlina

## Přítoky
- pravostranné: přítok ze severního svahu Hluchého (960,9 m n. m.), přítok z jihovýchodního svahu Hluchého, přítok ze severozápadního svahu Petrovské Kýčery (978,8 m n. m.), přítok z jihovýchodního svahu Petrovské Kýčery, přítok z jihovýchodního svahu Žiaru (849, 9 m n. m.), přítok (428,4 m n. m.) z oblasti Horních Lazů, Priečný potok, přítok ze Setechova, přítok z lokality Dobroslavie
- levostranné: přítok z lokality Vlčia jama, přítok pramenící jižně od kóty 885,5 m, přítok z jižního svahu Čerenky (947,8 m n. m.), přítok z jižního svahu Slatiny (945,7 m n. m.), přítok z jihojihovýchodního svahu Kýčery ( 807,4 m n. m.), Kolárovický potok

## Ústí
Petrovička ústí do Váhu v Bytči (jihozápadně od centra města) v nadmořské výšce cca 298 m n. m.

## Obce
- osada Magaly
- Petrovice
- Bytča (okrajem)